# Singalong

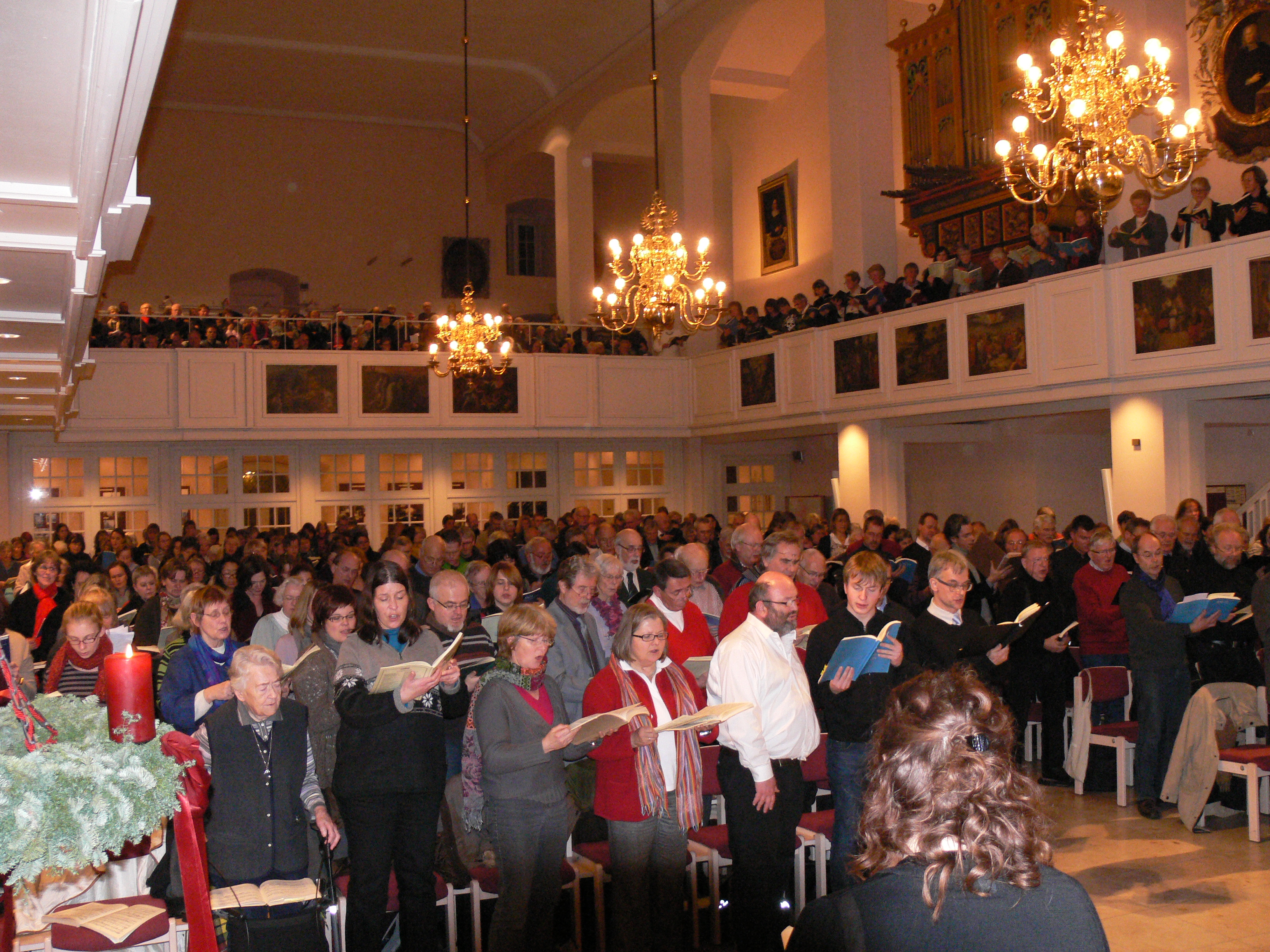
Hannover – Singalong – 4. Advent 2011

Die Bezeichnung Singalong, auch Sing-along (von englisch to sing along, deutsch „mitsingen“), wurde ursprünglich für Veranstaltungen zur Aufführung von Chorwerken genutzt. Dabei wurden Werke für Chor und Orchester mit einem professionellen Orchester besetzt. Die Ausführung der Chorstimmen und teilweise auch der Arien erfolgt durch das Publikum. Die Bedingung zur Teilnahme ist neben der Eintrittskarte der Besitz des entsprechenden Notenmaterials, z. B. eines Klavierauszuges. Die Zuhörer werden nach ihrer Stimmlage im Kirchen- oder Konzertraum aufgeteilt. Singalongs finden z. B. in der Royal Albert Hall in London, der Hauptkirche St. Trinitatis in Hamburg-Altona, in Kirchen von Amsterdam oder auch in Frankfurt am Main und in der Neustädter Kirche in Hannover statt. 